# Пухальский, Анатолий Васильевич
Анатолий Васильевич Пухальский (16 июля 1909, Киев — 28 февраля 2008, Москва) — советский и российский тритиколог, организатор сельскохозяйственной науки, доктор сельскохозяйственных наук, действительный член ВАСХНИЛ (РАСХН).

## Биография
Родился 16 июля 1909 г. в Киеве в семье железнодорожных служащих.
В 1924 году закончил трудовую семилетнюю школу, после чего поступил в механическую профессиональную школу в г. Белая Церковь, где получил специальности слесаря-инструментальщика 4-го и чертежника 6-го разрядов.
По окончании профшколы в 1927 г. работал слесарем на Яготинском сахарном заводе. На Мироновской селекционной станции работал техником отдела энтомологии.
В 1929 г. поступил в Масловский институт селекции и семеноводства, где преподавали профессора Д. К. Ларионов, Л. Н. Делоне, И. М. Еримеев, А. С. Молостов и сотрудники Мироновской селекционной станции.
После окончания института по путевке Наркомзема СССР в 1932 г. направлен на Северо-Восточную (ныне Фаленскую) селекционную станцию (Кировская область), где в то время работал академик Н. В. Рудницкий. Начав свою деятельность ассистентом по селекции злаковых трав, затем Пухальский стал руководителем группы селекции пшеницы, а через год — руководителем отдела селекции взамен уехавшего в г. Киров Н. В. Рудницкого. В 1935 г. стал научным руководителем селекционной станции. В этот период занимался изучением и внедрением в производство ценных местных сортов пшениц, включая сорта Яранка, Стрелинская и другие.
В 1935 г. А. В. Пухальским была впервые в мире описана апотециальная (см. апотеции) стадия вредителя озимой пшеницы — гриба склеротиния.
В 1936 г. поступил в аспирантуру к профессору К. А. Фляксбергеру, под руководством которого исследовал более 1500 сортов пшеницы мирового сортимента. В характеристике А. В. Пухальскому этот профессор написал:

«Считаю А. В. Пухальского одним из наиболее способных и знающих аспирантов, которыми мне приходилось руководить, и притом с большой трудоспособностью…».

Включён Н. И. Вавиловым в состав авторов 4-го издания «Руководства по апробации сельскохозяйственных культур» (1938 г.).
В 1938 г. направлен на Шатиловскую государственную селекционную станцию (Орловская область), где работал научным руководителем и заведующим лабораторией селекции озимой пшеницы, занимаясь методами первичного семеноводства и разрабатывая способы ускоренного продвижения в производство новых сортов.
В начале 1939 г. защитил кандидатскую диссертацию на тему «Местные и инорайонные пшеницы в Северной Нечернозёмной полосе СССР» в Ленинградском сельскохозяйственном институте.
Осенью 1942 г. стал директором Шатиловской госселекстанции, в годы Великой Отечественной войны руководил эвакуацией и восстановлением селекционных работ после изгнания немцев с территории станции.
В 1944 г. переведён в г. Орёл на должность главного агронома освобождённой от оккупации Орловской области.
В июне 1945 г. отозван в Москву на работу в Наркомзем СССР на должности заместителя начальника Главного сортового управления зерновых и масличных культур, затем — заместителя начальника Главного управления сельскохозяйственной пропаганды.
В августе 1948 г. выступил в защиту мичуринского направления в науке и учения Т. Д. Лысенко на сессии ВАСХНИЛ, где, в частности, утверждал, что «менделизм-морганизм тормозит развитие науки в нашей стране» и указывал на несостоятельность учения Иогансена о «чистых линиях». Касательно практических результатов двух научных направлений он утверждал:

Исследователи мичуринского направления обогатили практику сельского хозяйства ценными сортами плодовых, овощных, зерновых и технических культур, разработали ряд новых приемов агротехники, направленных на получение высоких и устойчивых урожаев. С другой стороны, мы не знаем ценных для практики результатов работ, полученных на основе теории морганизма-менделизма. Вряд ли капустно-редечный гибрид или все количество выведенных пород дрозофилы или амфидиплоиды пшениц, которые мы кстати в течение многих лет видим лишь в пробирке, могут иметь существенное значение в повышении урожайности на колхозных и совхозных полях.

В 1952—1954 гг. работал директором Всесоюзного селекционно-генетического института (ВСГИ, г. Одесса), где создал отдел селекции зернобобовых культур и начал работы по селекции нута, чины, чечевицы, фасоли.
С 1954 г. — заместитель министра сельского хозяйства Украины по науке и пропаганде, занимался вопросами селекции и возделывания гибридной кукурузы.
В 1956—1961 гг. работал в аппаратах ЦК Компартии Украины и ЦК КПСС.
С 1961 г. работал в академии ВАСХНИЛ, одновременно руководя отделом пшениц Московского отделения Всесоюзного института растениеводства (МоВИР).
В 1968—1971 гг. работал заместителем директора по науке и заведующим отделом зерновых культур МоВИР, занимаясь исследованиями коллекции пшеницы ВИР по вопросам зимостойкости, отзывчивости на температурный фактор, фотопериодизму. Создал дублетную коллекцию озимых пшениц с организацией её воспроизводства и хранения. Изучая вопросы радиационной селекции, группа сотрудников Пухальского исследовала влияние острого и хронического гамма — излучения на различные виды пшеницы. В рамках радиационных исследований, совместно с И. Л. Максимовым были описаны зеленозерные формы var. viridalbispicatum Jakubz. и var. viridarduini Jakubz. et Puchalski гексаплоидной пшеницы (настоящей полбы Triticum spelta L.).
В 1970—1971 гг. возглавил экспедиции ВИР в Северной Африке (Тунис, Марокко) и Южной Америке (Боливия, Перу, Эквадор) по сбору аборигенных форм и сортов картофеля, люпина, кукурузы, хлопчатника и других культур с целью включения этого материала в селекционную практику.
В 1971 г. защитил докторскую диссертацию в форме научного доклада «К проблеме использования мировых растительных ресурсов в селекции пшеницы. Вопросы первичного семеноводства и апробации сортовых посевов» в ВИР.
В 1975 г. избран действительным членом ВАСХНИЛ (ныне РАСХН). В разные годы был членом Президиума ВАСХНИЛ, главным ученым секретарём, академиком-секретарём отделения растениеводства и селекции, членом Государственной комиссии по сортоиспытанию сельскохозяйственных культур, председателем совета по научно-методическому руководству селекционными центрами, членом экспертного совета ВАК, членом комиссии АН СССР по присуждению премии им. Н. И. Вавилова, членом комиссии ВАСХНИЛ по присуждению золотой медали им. Н. И. Вавилова, главным редактором журнала «Доклады ВАСХНИЛ» и реферативного журнала ВНИИГЭИСХ «Зерновые культуры».
Активно участвовал в деятельности ВОГиС им. Н. И. Вавилова и избирался в его руководящие органы.

## Публикации
Более двухсот работ, в том числе:
- Пухальский А. В. Сорта сельскохозяйственных культур, выведенные и репродуцированные Северо-Восточной селекционной опытной станцией. Киров: Киров. обл. изд-во, 1935. 51с.
- Пухальский А. В., Орлов И. М. Наша работа: к сорокалетию существования и работы Северо-Восточной селекционной опытной станции // Соц. реконструкция сел. хоз-ва. 1936. № 9. С. 220—230.
- Пухальский А. В. Повреждение озимой пшеницы и ржи грибком «склеротиния» // Соц. растениеводство. 1937. № 21. С. 53-61.
- Пухальский А. В. Повреждение озимых хлебов склеротинией // Селекция и семеноводство. 1937. № 7. С. 38-40.
- Фляксбергер К. А., Якубцинер М. М., Пухальский А. В. Пшеница. Руководство по апробации с.-х. культур. 4-е изд. М; Л.: Сельхозгиз, 1938. Т. 1. С. 7-309.
- Пухальский А. В., Чухрай Г. Е. Горох; Вика яровая; Чечевица // Определитель сортов с.-х. культур Смол. и Орл. областей. Смоленск, 1940. С. 42-86.
- Пухальский А. В., Скворцов С. Н. Государственные селекционные станции на пороге четвертой пятилетки // Селекция и семеноводство. 1946. Юбилейный номер. С. 27-33.
- Пухальский А. В. 50 лет Шатиловской государственной селекционной станции // Селекция и семеноводство. 1946. Юбилейный номер. С. 51-55.
- Пухальский А. В., Якубцинер М. М. Апробация новых районированных сортов пшеницы // Селекция и семеноводство. 1949. № 6. С. 28-31.
- Пухальский А. В. История Шатиловской государственной селекционной станции: Период с организации станции до Великой Окт. соц. революции (1886—1917 гг.); Период с Великой Окт. соц. революции до Великой Отечественной войны (1917—1941) // Краткие итоги работ Шатиловской гос. селекц. станции за 50 лет. Орел, 1951. С. 1-15.
- Пухальский А. В. Внедрение достижений науки и передового опыта в сельскохозяйственное производство — первоочередная задача научно-исследовательских учреждений // Достижения науки и передового опыта в сел. хозяйстве. 1952. № 11. С. 13-18.
- Пухальський А. В. Гібридне насіння — могутній засиб підвищення врожайностi. Херсон, 1955. 14 с.
- Пухальский А. В. Краткая история культуры кукурузы // Кукуруза. Киев, 1955. С. 21-25.
- Пухальский А. В. Производство гибридных семян // Кукуруза. Киев, 1955. С. 83-99.
- Пухальський А. В. Нова система обробітку грунту розроблена Т. С. Мальцевым. Киів, 1955. 31 с.
- Пухальский А. В. Гибриды и сорта // Кукуруза на полях Российской Федерации. М., 1961. С. 98-130.
- Каталог-справочник мировой коллекции ВИР. Вып. 3. Пшеница. Л.: ВИР, 1962. 140 с.
- Пухальский А. В. О районировании селекционных работ // Селекция и семеноводство. 1963. № 4. С. 46-51.
- Пухальский А. В. Польские пшеницы как исходный материал для селекции // Тр. Моск. отд-ния ВИР. 1964. Вып. 1.С. 8-74.
- Пухальский А. В., Максимов ИЛ. Влияние постоянного гамма-облучения на образование спонтанных гибридов у озимой пшеницы Т. spelta L. v. arduini Mazz. // Тр. Моск. отд-ния ВИР. 1964. Вып. 1. С. 123—134.
- Пухальский А. В. Влияние хронического гамма-облучения на рост и развитие пшеницы // Вестник с.-х. науки. 1965. № 4. С. 13-25.
- Пухальский А. В. Сорта польских пшениц в условиях Подмосковья и перспективы использования их в селекции // Вестн. с.-х. науки. 1965. № 7. С. 73-80.
- Пухальский А. В. Результаты хронического гамма-облучения видов и сортов пшениц // Ионизирующие излучения в растениеводстве. Краснодар, 1966. С. 58-65.
- Пухальский А. В., Зимина Т. К. Комбинационная ценность озимых пшениц Канады и США // Вестн. с.-х. науки. 1967. № 10. С. 130—133.
- Пухальский А. В., Мухин Н. Д. Селекционно-семеноводческая работа с зерновыми и другими культурами в Швеции // ВИНТИСХ. 1967. Вып. 139. 164 с.
- Пухальский А. В. Селекция и семеноводство зерновых культур во Франции // С.-х. за рубежом. Растениеводство. 1968. № 2. С. 29-36.
- Пухальский А. В., Максимов ИЛ. Острое гамма-облучение пшеницы // Вестн. с.-х. науки. 1969. № 7. С. 42-46.
- Пухальский А. В., Максимов ИЛ. Значение условий выращивания родительских форм и гибридов первого поколения при изучении эффекта гетерозиса у озимой пшеницы // Вестн. с.-х. науки. 1970. № 6. С. 98-105.
- Пухальский А. В., Максимов И. Л. Экспериментальное получение зеленой окраски зерна при скрещивании двух краснозерных гексаплоидных видов озимой пшеницы // Вестн. с.-х. науки. 1970. Т. 6. № 12. С. 134—135.
- Пухальский А. В. К проблеме использования мировых растительных ресурсов в селекции пшеницы. Вопросы первичного семеноводства и апробации сортовых посевов: Доклад-обобщение на соиск. учен. степ. доктора с.-х. наук по совокупности опубликованных и выполненных работ. Л.: ВИР. 1971. 116 с.
- Пухальский А. В. Новые разновидности пшеницы // Тр. по прикл. ботан., генет. и селекции. 1971. Т. 44. Вып. 1.С. 55-56.
- Пухальский А. В. Срок обновления семян и методика первичного семеноводства зерновых, зернобобовых и крупяных культур // Семеноводство и сроки обновления семян зерновых культур. М., 1971. С. 213—218.
- Пухальский А. В. Озимые пшеницы Швеции и Франции в условиях Подмосковья // Тр. по прикл. ботан., генет. и селекции. 1972. Т. 48. Вып. 2. С. 4-10.
- Пухальский А. В., Максимов И. Л., Губанова Л. Г. Оценка гибридов первого поколения озимой пшеницы по морфологическим, биохимическим признакам и элементам продуктивности растений // Тр. по прикл. ботан., генет. и селекции. 1972. Т. 48. Вып. 2. С. 11-22.
- Пухальский А. В., Мажоров Е. В. Растениеводство в Тунисе и Марокко. М., 1972. 106 с.
- Пухальский А. В., Черемисова Т. Д., Егорова Т. Н. Изучение коротко стебельных озимых пшениц в условиях Подмосковья // Бюл. ВИР. 1973 (1974). Вып. 36. С. 8-9.
- Пухальский А. В. Народнохозяйственное значение интенсивных сортов озимой пшеницы // Производство зерна интенсивных сортов озимой пшеницы. М., 1975. С. 5-15.
- Пухальский А. В. Селекционные центры и их роль в интенсификации сельскохозяйственного производства // Селекция и семеноводство. 1975. № 2. С. 30-34.
- Пухальский А. В. Состояние, результаты и задачи селекции овса в СССР // Селекция овса. Киров, 1976. С. 3-15.
- Пухальский А. В. Пути повышения качества и эффективности селекционной науки // Вестн. с.-х. науки. 1978. № 5. С. 137—145.
- Пухальский А. В. Достижения отечественной селекции в растениеводстве // 50 лет ВАСХНИЛ. М., 1979. С. 163—179.
- Пухальский А. В. Достижения селекции зерновых и кормовых культур. М.: Знание, 1979. 47 с.
- Созинов А. А., Пухальский А. В. Важнейшие проблемы генетики и селекции сельскохозяйственных растений // Вестн. с.-х. науки. 1980. № 3. С. 35-39.
- Пухальский А. В. Задачи селекции яровой пшеницы // Проблемы селекции сортов мягкой яровой пшеницы интенсивного типа. Новосибирск, 1980. С. 3-5.
- Пухальский А. В. Неотложные задачи в области селекции и семеноводства в районах Сибири и Дальнего Востока // Развитие с.-х. Сибири и Дальнего Востока. М., 1980. С. 214—225.
- Пухальский А. В., Максимов И. Л.. Зеленая окраска зерна у озимой пшеницы // Тр. по прикл. ботан., генет. и селекции. 1981. Т. 69. Вып. 3. С. 110—116.
- Пухальский А. В., Черемисова Т. Д. Селекционно-ценные образцы озимой пшеницы для создания сортов интенсивного типа в условиях Нечерноземья // Тр. по прикл. ботан., генет. и селекции. 1981. Т. 69. Вып. 3. С. 3-18.
- Пухальский А. В. Селекцию сельскохозяйственных культур — на новый рубеж // Вестн. с.-х. науки. 1981. № 8. С. 65-76.
- Пухальский А. В., Максимов И. Л., Сурикова Л. И. Использование диаллельного анализа для оценки донорских свойств сортов озимой пшеницы // Вестн. с.-х. науки. 1982. № 6. С. 25-34.
- Пухальский А. В. Селекция и урожай // Всенародное дело. М., 1983. С. 85-111.
- Пухальский А. В., Григорьев М. Ф., Губанова Л. Г. Устойчивость сортов озимой пшеницы к корневым гнилям и влияние их на содержание белка в зерне //Вестн. с.-х. науки. 1986. № 6. С. 84-94.
- Пухальский А. В. Разработка, совершенствование, производственная проверка и внедрение интенсивных технологий возделывания зерновых культур в 1986 г. М., 1987. 235 с.
- Пухальский А. В., Благовещенская З. К., Елистратова И. Г. Сорта озимой ржи для интенсивной технологии: результаты селекции и проблемы // Селекция и семеноводство. 1988. № 1. С. 2-10.
- Пухальский А. В. Резервы интенсивных технологий // Химизация сельского хозяйства. 1988. № 7. С. 2-5.
- Пухальский А. В., Благовещенская З. К., Могиндовид Л. С., Верещак М. В. Основные факторы интенсификации зернового хозяйства. М., 1988. 63 с.
- Пухальский А. В., Удачин Р. А. Крупнейший знаток рода Triticum L. // Селекция и семеноводство. 1988. № 4. С. 22-27.
- Пухальский А. В., Сурикова Л. И., Максимов ИЛ. Селекционно-генетические аспекты создания интенсивных сортов озимой пшеницы // Селекция, семеноводство и технология возделывания озимой пшеницы. М.: Агропромиздат, 1989. С. 57-66.
- Сурикова Л. И., Соколова К. Д., Пухальский А. В. Комбинационная способность образцов озимой пшеницы по зимо-, морозостойкости и другим качественным признакам // Тр. по прикл. ботан., генет. и селекции. 1989. Т. 127. Вып. 3. С. 49-57.
- Пухальский А. В. К 100-летию Шатиловской сельскохозяйственной опытной станции им. П. И. Лисицина// С.-х. биология. 1996. № 3. С. 128—138.
- Пухальский А. В. Зерно, семена, хлеб — это тоже оружие // Наука и ученые России в годы Великой Отечественной войны 1941—1945 гг. Очерки, воспоминания, документы. М.: Наука, 1996. С. 213—220.
- Пухальский А. В. Наш великий современник Н. И. Вавилов // Селекция и семеноводство. 1997. № 3. С. 34-38.
- Пухальский А. В. Шатиловская государственная селекционная станция в годы Великой Отечественной войны 1941—1945 гг. М, 1999. 44 с.
- Пухальский А. В., УдачинРА., Пухальский В. А. Основатель отечественной тритикологии (к 120-летию со дня рождения профессора К. А. Фляксбергера) // Селекция и семеноводство. 2000. № 2. С. 26-33.
- Пухальский А. В. Масловский институт селекции и семеноводства — колыбель выдающихся ученых и организаторов сельскохозяйственного производства. М: Агроконсалт, 2001. 96 с.
- Пухальский А. В., Семенова Л. В., Удачин Р. А., Чикида Н. Н. Выдающиеся ученые — тритикологи -В. Ф. Дорофеев, И. Д. Мустафаев, Э. Ф. Мигушова. СПб.: ВИР, 2002. 19 с.
- Пухальский А. В. Мироновский институт пшеницы им. В. Н. Ремесло Украинской академии аграрных наук (люди, события, встречи). Мироновка, 2003.34 с.
- Пухальский А. В., Медведев A.M., Медведева Л. М. и др. Мировые растительные ресурсы яровой мягкой пшеницы в условиях Подмосковья // Генофонд рода Triticum L. как исходный материал для селекции. СПб.: ВНИИР, 2003. С. 1-27.
- Пухальский А. В., Пухальский В. А. К 100-летию научной селекции растений в России // Селекция и семеноводство. 2003. № 2. С. 16-32.

## Публикации об А. В. Пухальском
- Ремесло В. Н., Брежнев Д. Д., Кириченко Ф. Г., Василенко И. И. К 70-летию академика ВАСХНИЛ Анатолия Васильевича Пухальского // С.-х. за рубежом. 1979. № 4. С. 114—115.
- Дорофеев В. Ф., Кириченко Ф. Г., Созинов А. А. К 75-летию академика ВАСХНИЛ Анатолия Васильевича Пухальского // Вестник с.-х. науки. 1984. № 7. С. 148.
- Пухальский Анатолий Васильевич (р. 16 VII 1909) // Биологи (библиографический справочник). Киев: Наук. думка, 1984. С. 521.
- Будин К. З., Милащенко Н. З., Созинов А. А. и др. К 80-летию академика ВАСХНИЛ Анатолия Васильевича Пухальского // Вестник с.-х. науки. 1989. № 9. С. 162.
- Анатолий Васильевич Пухальский // Селекция и семеноводство. 1999. № 2/3. С. 31.
- Удачин Р. А., Семенова Л. В. Видный ученый-селекционер и растениевод, тритиколог, организатор отечественной сельскохозяйственной науки // Выдающиеся тритикологи России. Вып. 1. СПб.: Изд-во РГПУ им. А. И. Герцена, 2000. С. 17-22.
- Пухальский Анатолий Васильевич // Ведущие ученые растениеводческой науки. М.: РАСХН, 2004. С. 136—139.
- Пухальский Анатолий Васильевич // Российская академия сельскохозяйственных наук: Биогр. энцикл. М.: РАСХН, 2004. С. 256—257.

## Награды
Награждён 4 орденами и 7 медалями СССР, включая:
- Орден «Знак Почета» (1945 г.)
- Ордена Трудового Красного Знамени (1958, 1976, 1986 гг.)
- Медаль «За доблестный труд в Великой Отечественной войне 1941—1945 гг.» (1945 г.)
- Медаль «За доблестный труд в ознаменование 100-летия со дня рождения Владимира Ильича Ленина» (1970 г.)
- Медаль «Тридцать лет победы в Великой Отечественной войне 1941—1945 г.» (1975 г.)
- Медаль «Ветеран труда» (1984 г.)
- Медаль «Сорок лет победы в Великой Отечественной войне 1941—1945 г.» (1985 г.)
- Медаль «Пятьдесят лет победы в Великой Отечественной войне 1941—1945 г.» (1995 г.)
- Медаль «Шестьдесят лет победы в Великой Отечественной войне 1941—1945 г.» (2005 г.)
- Медали ВСХВ и ВДНХ.